# Stift Sankt Arnual

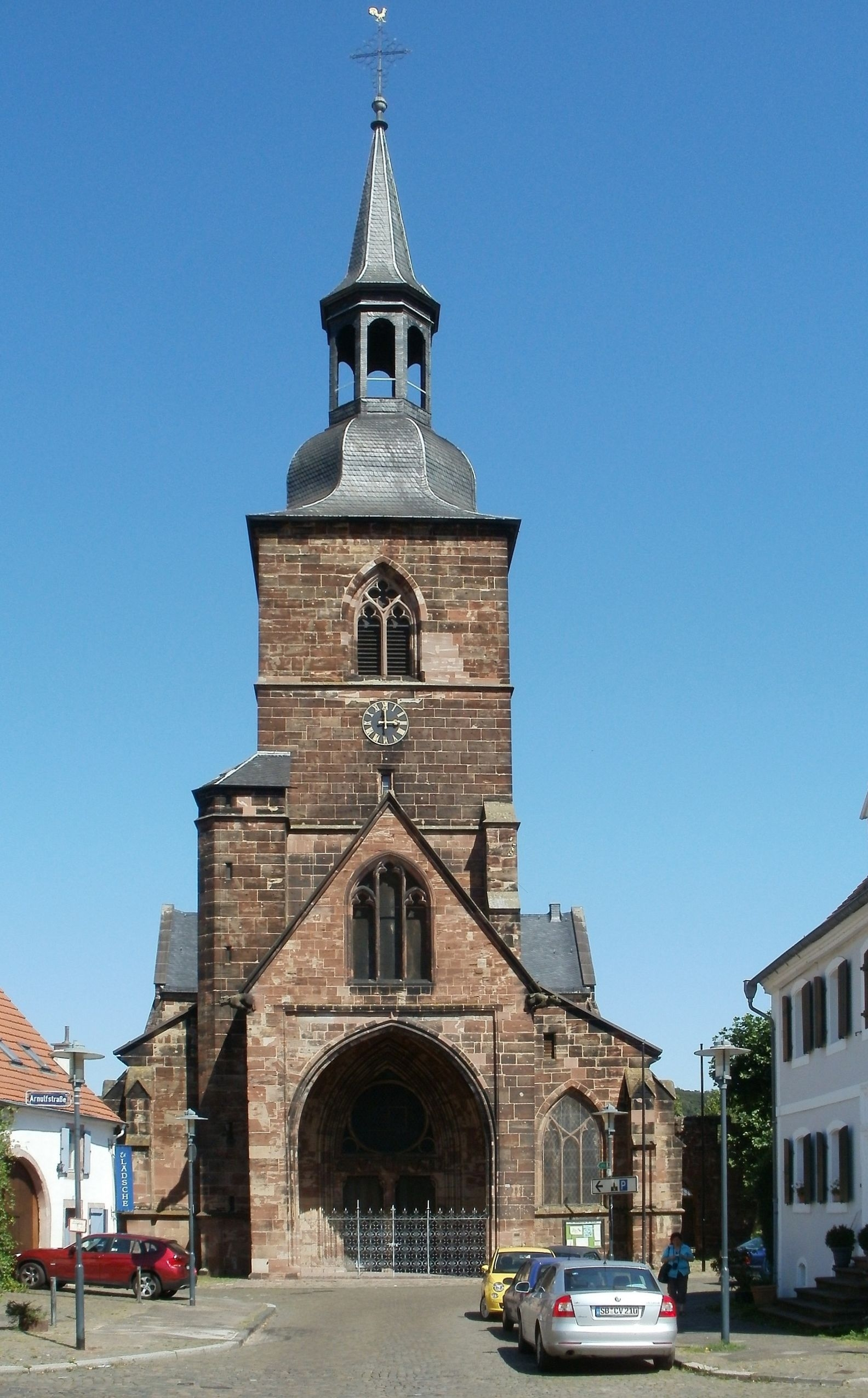
Stiftskirche St. Arnual

Das Stift St. Arnual ist ein ehemaliges Chorherren-Stift im heute zu Saarbrücken gehörenden Stadtteil Sankt Arnual, das zum Bistum Metz gehörte und in der Reformationszeit in ein evangelisches Stift umgewandelt wurde.

## Geschichte

### Ursprünge
Das Dorf Merkingen, Vorläufer des Stadtteils Sankt Arnual, schenkte angeblich der Merowingerkönig Theudebert II. um 600 dem Metzer Bischof Arnual (auch Arnoald). Die Urkunde des Metzer Bischofs Adventius darüber aus dem Jahr 857 (der Beginn seines Episkopats wird in das Jahr 858 datiert) ist nicht im Original erhalten, sondern nur in französischsprachigen Zusammenfassungen des 18. Jahrhunderts. Bischof Arnual gründete um 600 ein erfolgreiches Missionszentrum und ist wahrscheinlich auch hier bestattet. Fünf verschiedene Kirchen waren im Mittelalter Vorläufer der heutigen Stiftskirche. Archäologische Grabungen in den 1990er Jahren haben eine bedeutende merowingische Grabstätte in der Vierung der Stiftskirche bestätigt. Bald wurde Arnual als Heiliger verehrt, und Merkingen wurde in Sankt Arnual umbenannt.

### Mittelalter
Das Stift St. Arnual wird im Jahre 1135 zum ersten Mal urkundlich erwähnt (eine Schenkungsurkunde Kaiser Heinrichs III. von 1046 ist wahrscheinlich eine Fälschung). Ein Höhepunkt in der Geschichte des Stiftes war 1147 der Besuch König Ludwigs VII. von Frankreich, der mit seinen Kreuzrittern hier Station machte.
Ein mittelalterliches Siegel des Stiftes nennt in der Umschrift einen Gründer namens Odoaker. Dies war im Frühmittelalter ein weit verbreiteter Name, es gibt aus dem 10. Jahrhundert aus der näheren Umgebung mehrere Grafen dieses Namens, die somit als Stifter in Frage kommen. Es ist deswegen nicht ausgeschlossen, dass schon unter Arnual eine Gemeinschaft von Klerikern hier gelebt hatte (was durch die o. g. archäologischen Funde gestützt wird), so dass es sich bei den Gründungen des 10. und des 12. Jahrhunderts um Wiedergründungen oder Erweiterungen handeln könnte. Ob es sich ursprünglich um ein Kollegiatstift von Regular- oder (unregulierten) Säkularkanonikern handelte, ist unbekannt.
Entsprechend der alten Beziehung des Dorfes Merkingen unterstand das Stift dem Bistum Metz und war der Sitz eines Archipresbyterats, das etwa 40 Pfarreien umfasste. Dem Stift stand damit die Dienstaufsicht über eine ganze Reihe selbstständiger Pfarreien zu (z. B. St. Ingbert und Dudweiler), außerdem gehörten zum Stift unmittelbar die sieben Stiftspfarreien Gersweiler, Sulzbach, Fechingen, Güdingen, Bübingen, Hesslingen und Thedingen.
Man schätzt, dass nie mehr als fünf bis sieben Stiftsherren in St. Arnual residierten. Diese wohnten nicht in einem gemeinsamen Stiftsgebäude (Konvent), sondern in einzelnen Herrenhäusern in der Nähe der Stiftskirche. Vorsteher des Stiftes war der Dekan.
Das Stift unterhielt auch eine Lateinschule, die 1223 erstmals erwähnt wurde.

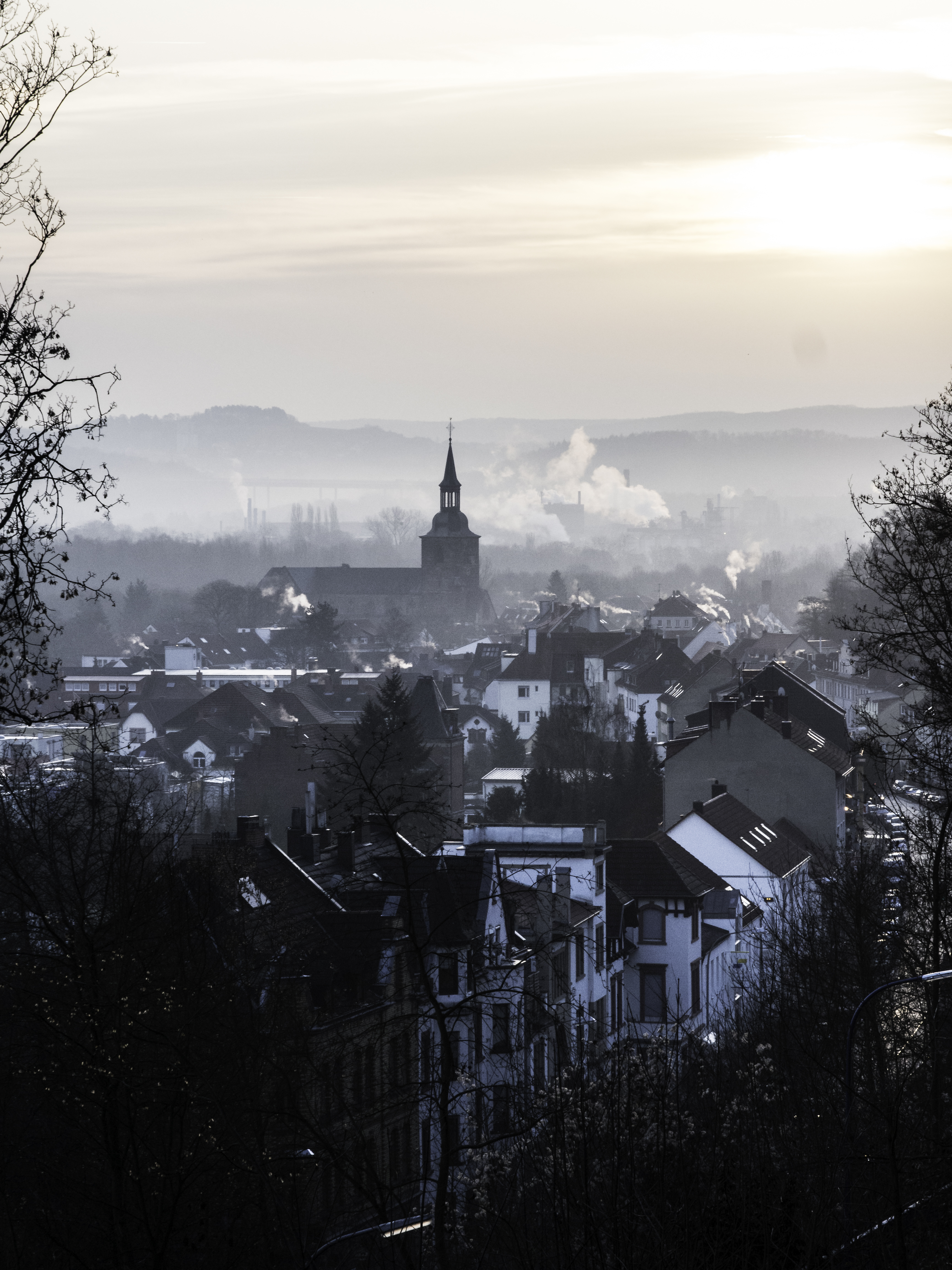
Die Stiftskirche inmitten von St. Arnual in der Morgendämmerung im Winter.

### Reformationszeit
Seit den 1550er Jahren zeigten sich die Chorherren des Stiftes der evangelischen Lehre Martin Luthers gegenüber aufgeschlossen. Dekan Nikolaus Beuck, seit 1551 Stiftsherr in St. Arnual, legte allerdings schon 1554 sein Amt nieder, weil ihm der Kurs des katholischen Grafen Philipp II. zu wenig entschieden war.
1561 wurde der Kirchenschatz des Stiftes geplündert, Teile der Beute wurden später in der Saar wiedergefunden.
Beucks Nachfolger als Dekan, Jodocus Bruer, versuchte ein letztes Mal eine Reform des Stiftes. Er forderte vom Schutzherrn des Stiftes, dem Grafen Johann IV. von Nassau-Saarbrücken, die Zulassung der Priesterehe und die Austeilung des Abendmahls unter beiderlei Gestalt (d. h. Brot und Wein) – beides wäre nach den Bestimmungen des Augsburger Interims von 1548 zulässig gewesen. Johann verbot das, worauf die Chorherren gegen ihn einen Prozess vor dem Reichskammergericht anstrengten und anführten, sie seien immer schon ein reichsunmittelbares Stift gewesen und könnten deshalb nach den Bestimmungen des Augsburger Religionsfriedens (von 1555) selbst über ihre Konfession bestimmen. Das konnte der Graf nicht zulassen, denn im Falle eines Sieges des Stiftes hätte er als Vogt die Kontrolle über den ausgedehnten Landbesitz des Stiftes verloren, der einen beträchtlichen Anteil an der Grafschaft ausmachte. Also ließ er kurzerhand den Dekan ins Gefängnis werfen, bis er die Klage zurückzog und sein Amt niederlegte. Johann verhinderte daraufhin die Wahl eines Nachfolgers und überführte 1569 das Vermögen (die Kirche und den Land- und Waldbesitz) in eine gesonderte Stiftung. Ironie der Geschichte: Johann, der letzte katholische Graf von Saarbrücken, löste das Stift auf. Da er aber 1574 ohne (rechtmäßigen) Sohn starb, fiel die Grafschaft Saarbrücken an die evangelischen Vettern des Grafen aus der Linie Nassau-Weilburg, die 1575 die Reformation einführten. So besteht bis heute das Evangelische Stift St. Arnual als eigenständige Körperschaft kirchlichen Rechts.
Das Vermögen des Stiftes diente vor und nach der Reformation im Wesentlichen schulischen und kirchlich-sozialen Zwecken. So nutzten die Grafen das Vermögen, um die schon im späten Mittelalter belegte Lateinschule auszubauen und schließlich 1604 in das Ludwigsgymnasium Saarbrücken zu überführen, das älteste Gymnasium des Saarlandes. Bis heute ist der Vorstand des Stiftes bei den Entscheidungen des Ludwigsgymnasiums mitstimmungsberechtigt.

### Neuzeit
Carl Klein, der spätere erste Landeskonservator des Saargebietes, hat in seiner Zeit als junger Regierungsbauführer 1895 eine genaue Bauaufnahme der Stiftskirche angefertigt und in einem vielbeachteten Zeitungsartikel veröffentlicht.

## Dekane
- Eberwin: 1236[5]
- Johannes [I.]: 1249[6]
- Gottfried: 1259–1263[7]
- Thirrix (Theoderich[8]): 1259–1276[9]
- Johannes [II.]: 1276–1283[10]
- Ludwig: 1288–1297[11]
- Johannes Repper: 1302–1330[12]
- Friedrich von Wallerfangen: 1334-vor 1346[13]
- Johannes von Kobern: 1358[14]
- Johannes von Kerpen: 1372–1373[15]
- Johannes von Saarbrücken: 1381–1415[16]
- Thilmann von Rittenhofen: 1417–1438[17]
- Konrad: 1448[18]
- Heinrich Volz: 1449–1454[19]
- Gottfried Johann: 1456–1499[20]
- Nikolaus Wolf: 1511[21]
- Georg Eichelberger: 1525[22]
- Johannes Wißbrot: 1536[23]
- Johannes Schelling: 1542–1550[24]
- Johannes Volklingen: 1551[25]
- Nikolaus Beuck: 1554[26]
- Jodocus Bruer: 1554–1559[27]
- Matthias Zimmer: 1560–1569[28]

## Das Stift heute

### Organisation
Das Stift ist rechtlich eine selbständige Körperschaft kirchlichen Rechts, Vorsitzender des Verwaltungsrates des Stiftes war bis 2000 der jeweils amtierende Superintendent des Kirchenkreises Saarbrücken. Seither wird der Vorsitz des Verwaltungsrates von der Ev. Kirche im Rheinland berufen, die Superintendenten der Kirchenkreise Saar-Ost und Saar-West sind Mitglieder des Verwaltungsrats. Von 2000 bis 2015 war Prof. Hans-Walter Herrmann Vorsitzender des Verwaltungsrates, heute übernimmt diese Aufgabe Pfarrer i. R. Rolf Joachim Kiderle.

### Stiftsforst
Zum Besitz des Stiftes gehören bis heute ausgedehnte Wäldereien (720 ha) in St. Arnual und Gersweiler-Krughütte, der sogenannte „Stiftswald“. Das Stift legt wert auf eine nachhaltige und zertifizierte Forstwirtschaft.
Während in früheren Zeiten die Erträge aus der Forstwirtschaft den Stiftungszwecken zugutekamen, ist der Stiftswald heute selbst Stiftungszweck. Massiver Schädlingsbefall und mehrere aufeinander folgende Jahre der Trockenheit in den 2010er-Jahren führten dazu, dass zum Erhalt des Walds heute jährlich Gelder aus dem Stiftgut zugeführt werden müssen. Bis 2019 hatte das Stift eigene Forstmitarbeiter.
Aktuell laufen die Planungen für die Errichtung einer Windradanlage eines privaten Investors im Stiftswald.

### Stiftskirche

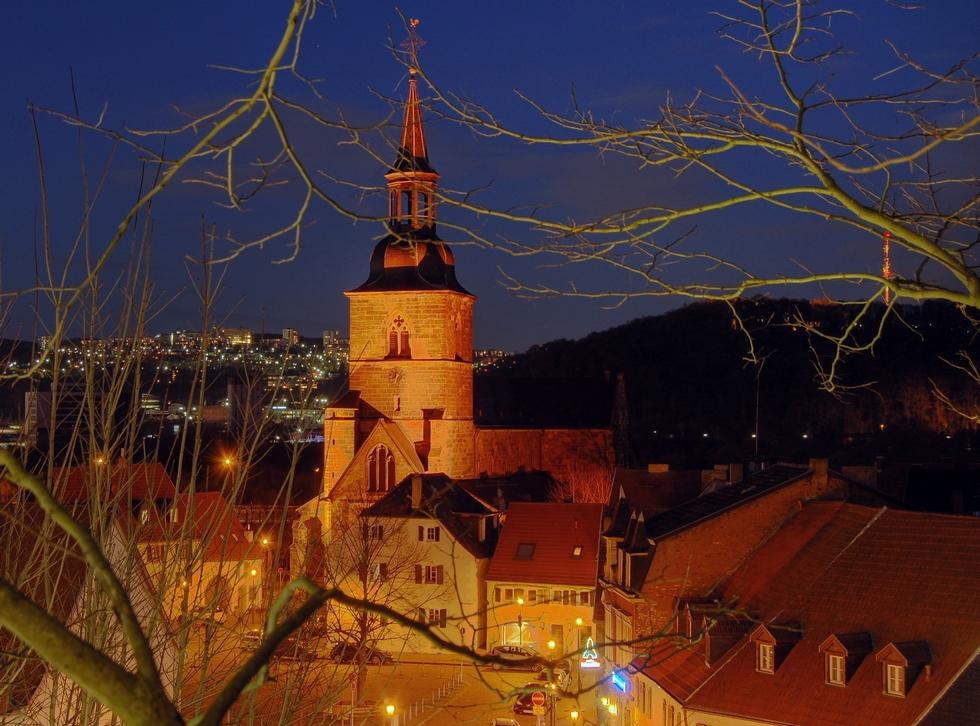
Die Stiftskirche St. Arnual bei Nacht, im Hintergrund der Eschberg

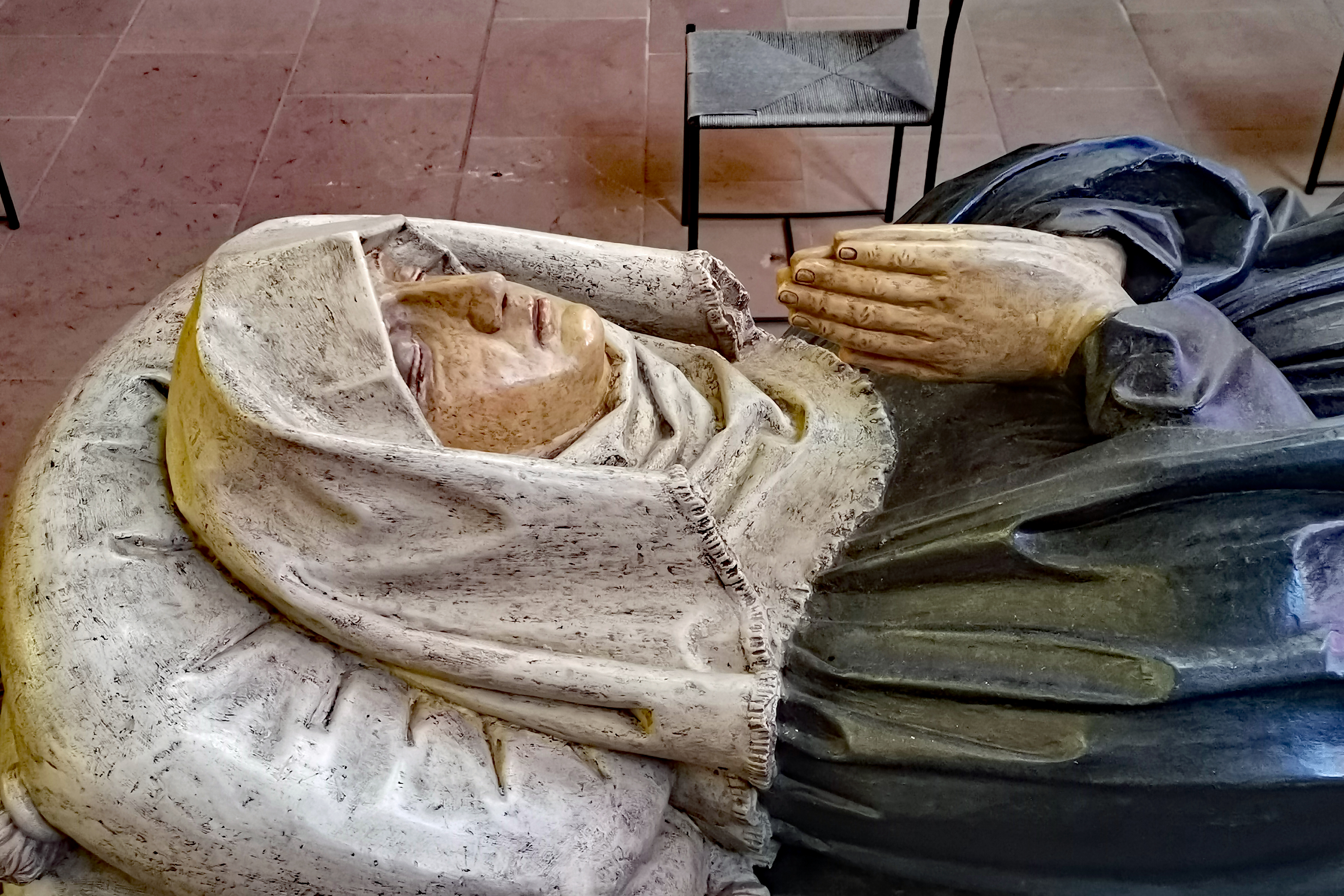
Bildnis Elisabeth von Lothringen (Ausschnitt Grabmal in Stiftskirche St. Arnual)

Die Stiftskirche in St. Arnual steht seit 1575 der evangelischen Kirchengemeinde St. Arnual als Gottesdienststätte zur Verfügung.

#### Gebäude
- Maße
  - Name: Stiftskirche St. Arnual
  - Gesamtlänge (außen, mit Vorhalle): 61,20 m
  - Gesamtlänge (innen): 59,70 m
  - Querschiff (Breite, außen): 25,50 m
  - Querschiff (Breite, innen): 24,25 m
  - Mittelschiff (Breite, innen): 7,45 m
  - Langhaus mit Seitenschiffen (Breite, innen): 13,10 m
  - Mittelschiff (lichte Höhe bis Schlusssteine): 15,80 m
  - Langhaus (Firsthöhe): 22,10 m
  - Turmhöhe: 50,20 m
  - Mittelschiff (Fußbodenhöhe): 192,75 m über NN
- Geografische Koordinaten (Turm)
  - Länge: 7° 1' 05,8"
  - Breite: 49° 13' 06,5"
  - Orientierung der Langhausachse: 62°
  - Horizonthöhe in der Achse: 5°

Der Bau der heutigen Stiftskirche wurde 1315 begonnen und wohl Ende des 14. Jahrhunderts abgeschlossen. Sie wurde Grablege des Hauses Nassau-Saarbrücken. Im heute in Lothringen liegenden Ort Oberhomburg (Hombourg-Haut) steht eine weitere Stiftskirche (St. Etienne), die mit der Stiftskirche St. Arnual viele architektonische und stilistische Gemeinsamkeiten aufweist, vor allem in den unteren Turmgeschossen. Im achtzehnten Jahrhundert wurde die Kirche unter der Leitung des nassau-saarbrückischen Generalbaudirektors Friedrich Joachim Stengel renoviert und erhielt, wie alle Kirchen Saarbrückens, eine barocke Turmhaube.
Waren die Vorgängerbauten der gotischen Kirche insgesamt noch recht klein, so barg der Neubau des 14. Jahrhunderts ein im wahrsten Sinne des Wortes fundamentales Problem: Während Turm und Langhaus der Kirche auf gewachsenem Fels des Saartals stehen, liegt der Chorraum auf dem Schwemmland der nur knapp hundert Meter hinter der Kirche verlaufenden Saar. Das war bis zur Kanalisation der Saar in den 1960er Jahren kein Problem. Durch die Absenkung des Grundwasserspiegels, die durch den Saarausbau verursacht wurde, drohte Ende der 1980er Jahre die Kirche einzustürzen, weil der Chor mitsamt dem Unterbau quasi ins Rutschen geriet. In einem ungeheuer aufwändigen Verfahren und 15 Jahren Bauzeit musste der Chorraum mit 20 m tiefen Betonpfählen abgefangen werden. Dabei konnten aber auch umfangreiche archäologische Untersuchungen durchgeführt werden und die Kirche insgesamt renoviert werden.
Die bedeutendsten Kunstdenkmäler in der Kirche sind neben den Grabmälern der Grafen von Nassau-Saarbrücken (als ältestes das von Elisabeth von Lothringen) die Fenster des ungarischen Künstlers György Lehoczky.

#### Orgeln

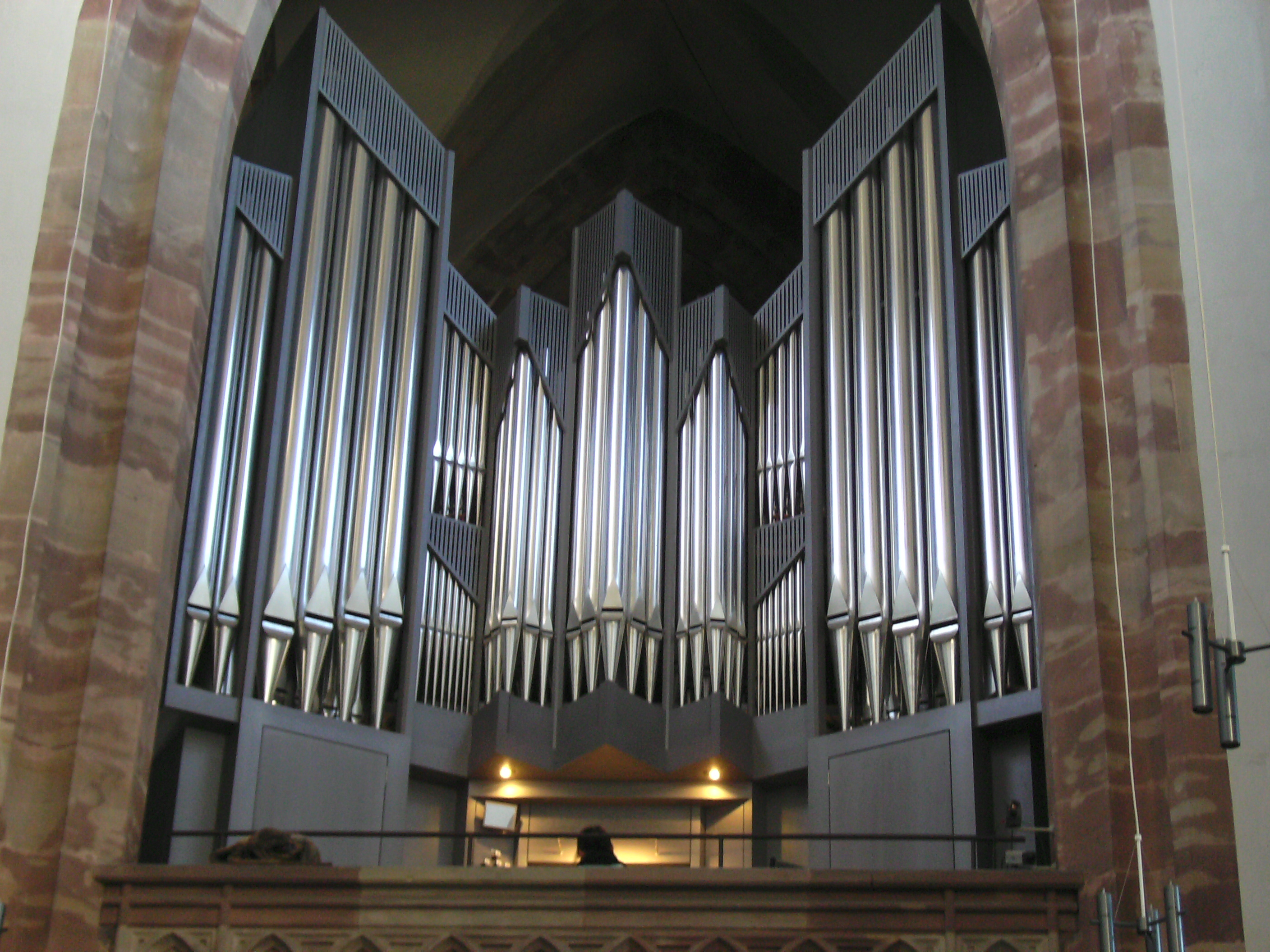
Kuhn-Orgel (erbaut 1995, 3013 Pfeifen, 44 Register)

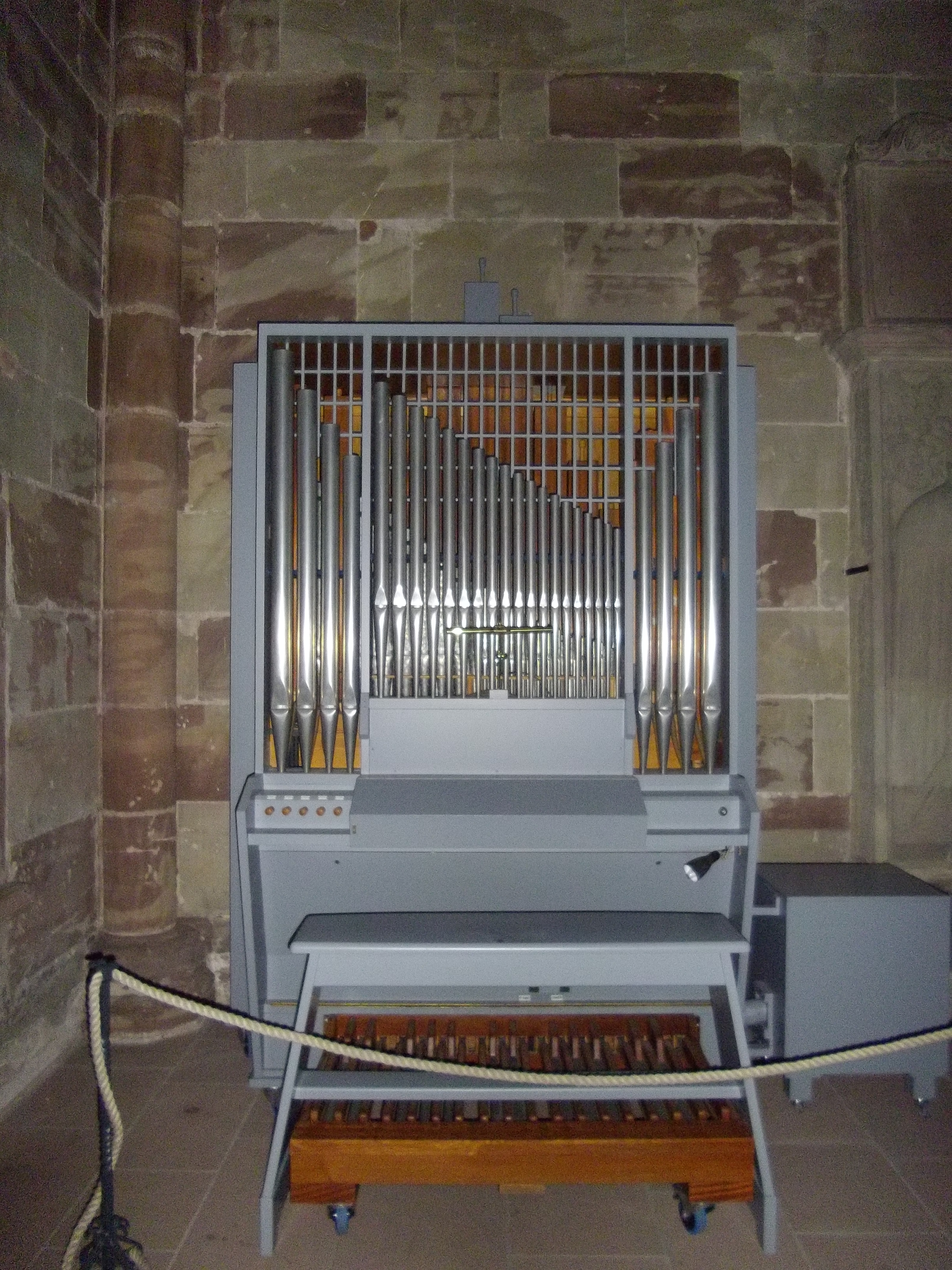
Kleines Positiv im Querhaus

##### Hauptorgel
Die Stiftskirche St. Arnual besitzt seit 1995 eine Orgel der Firma Kuhn. Das Schleifladen-Instrument hat 44 Register auf drei Manualen und Pedal. Die Spieltrakturen sind mechanisch, die Registertrakturen sind elektrisch.
| I Hauptwerk/Grand Orgue C–a3 |                  |     |
| 1.                           | Bourdon          | 16′ |
| 2.                           | Montre           | 8′  |
| 3.                           | Bourdon          | 8′  |
| 4.                           | Violoncello      | 8′  |
| 5.                           | Flûte harmonique | 8′  |
| 6.                           | Prestant         | 4′  |
| 7.                           | Flûte            | 4′  |
| 8.                           | Doublette        | 2′  |
| 9.                           | Fourniture IV    | 2′  |
| 10.                          | Cymbale III      | 1′  |
| 11.                          | Cornet V         | 8′  |
| 12.                          | Basson           | 16′ |
| 13.                          | Trompette        | 8′  |
| 14.                          | Clairon          | 4′  |

| II Positiv/Positif C–a3 |                  |        |
| 15.                     | Salicional       | 8′     |
| 16.                     | Bourdon          | 8′     |
| 17.                     | Prestant         | 4′     |
| 18.                     | Flûte            | 4′     |
| 19.                     | Nazard           | 2 ⁄3′  |
| 20.                     | Quarte de Nasard | 2′     |
| 21.                     | Tierce           | 1 3⁄5′ |
| 22.                     | Plein jeu V      | 1 ⁄3′  |
| 23.                     | Cromorne         | 8′     |
| 24.                     | Trompette        | 8′     |
|                         | Tremblant        |        |

| III Schwellwerk/Récit expressif C–a3 |                      |     |
| 25.                                  | Quintaton            | 16′ |
| 26.                                  | Flûte traversière    | 8′  |
| 27.                                  | Viole de Gambe       | 8′  |
| 28.                                  | Voix céleste         | 8′  |
| 29.                                  | Flûte octaviante     | 4′  |
| 30.                                  | Octavin              | 2′  |
| 31.                                  | Cornet V             | 8′  |
| 32.                                  | Basson-Hautbois      | 8′  |
| 33.                                  | Voix humaine         | 8′  |
| 34.                                  | Trompette harmonique | 8′  |
| 35.                                  | Clairon              | 4′  |
|                                      | Tremblant            |     |

| Pedal/Pédale C–g1 |           |         |
| 36.               | Flûte     | 16′     |
| 37.               | Bourdon   | 16′     |
| 38.               | Quinte    | 10 2⁄3′ |
| 39.               | Flûte     | 8′      |
| 40.               | Bourdon   | 8′      |
| 41.               | Flûte     | 4′      |
| 42.               | Bombarde  | 16′     |
| 43.               | Trompette | 8′      |
| 44.               | Clairon   | 4′      |

- Koppeln: II/I, III/I, III/II, I/P, II/P, III/P
- Spielhilfen:

##### Positiv
Während die Hauptorgel weitgehend französisch romantisch inspiriert ist, steht im östlichen Querhausarm eine kleine Orgel im Stil des Neobarock von 1995 zur Verfügung. Sie besitzt sechs Register verteilt auf ein Manual und Pedal und wurde von Karl Schuke (Berlin) geliefert. Die Disposition ist wie folgt:
| I Hauptwerk |                |    |
| 1.          | Gedackt        | 8  |
| 2.          | Principal      | 4′ |
| 3.          | Rohrflöte      | 4′ |
| 4.          | Waldflöte      | 2′ |
| 5.          | Scharff III-IV |    |

| Pedal |         |     |
| 6.    | Subbass | 16′ |

- Koppeln: I/P

#### Glocken
Zuvor bekam die Gemeinde 1948 als Leihgabe von der abgebrannten Schlosskirche drei Stahlglocken des Bochumer Vereins mit der Tonfolge es1 – ges1 – a1. Sie überlebten den Brand und dessen Absturz aus der Glockenstube unbeschadet. Auf den Glocken war die Jahreszahl 1921 abzulesen. Der vorhandene Eichenholzglockenstuhl konstruierte man für die Bedürfnisse der ausgeliehenen Stahlglocken um. 1958 gab man das Trio an die wiederaufgebaute Schlosskirche ab und beschaffte für die Stiftskirchengemeinde ein neues Bronzegeläut. Das fünfstimmige Geläut stammt aus der Saarlouiser Glockengießerei  in Saarlouis-Fraulautern. Diese war 1953 von Karl (III) Otto von der Glockengießerei Otto in Bremen-Hemelingen und Aloys Riewer gegründet worden. Damit wurde auch der Holzglockenstuhl demontiert und durch einen neuen Glockenstuhl aus Stahl ersetzt. Nun bekamen die Glocken seitdem auch eine Stahljochaufhängung. 2011 tauschte man bei der Glaubensglocke den Klöppel durch einen neu geschmiedeten Klöppel aus. Der alte Klöppel liegt zurzeit unterhalb der Glockenstube. Klanglich gesehen gehört das Geläut von Otto zu den schönsten des Saarbrücker Stadtteils St. Arnual.
| Glocke | Name               | Schlagton | Gussjahr | Gießer, Gussort | Gewicht | Durchmesser |
| ------ | ------------------ | --------- | -------- | --------------- | ------- | ----------- |
| 1      | Glaubensglocke     | b0        | 1958     | Otto, Saarlouis | 3360 mm | 1754 kg     |
| 2      | Abendmahlsglocke   | d1        | 1958     | Otto, Saarlouis | 1610 mm | 1392 kg     |
| 3      | Taufglocke         | f1        | 1958     | Otto, Saarlouis | 1020 mm | 1170 kg     |
| 4      | Vater-Unser-Glocke | g1        | 1958     | Otto, Saarlouis | 0710 mm | 1042 kg     |
| 5      | Zehn-Gebote-Glocke | a1        | 1958     | Otto, Saarlouis | 0470 mm | 0924 kg     |

#### Fotos

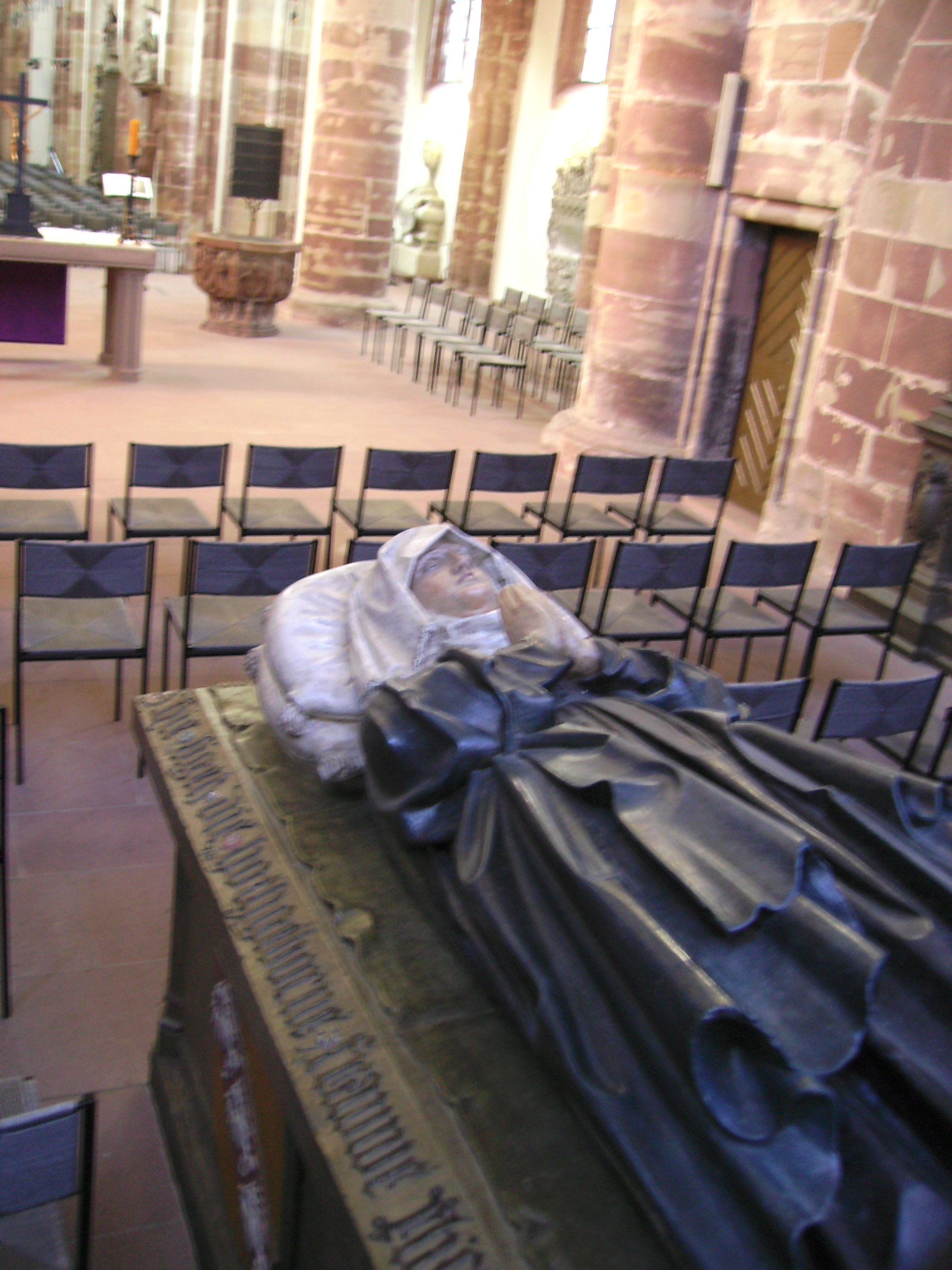
Tumba Elisabeth von Lothringen (um 1456)
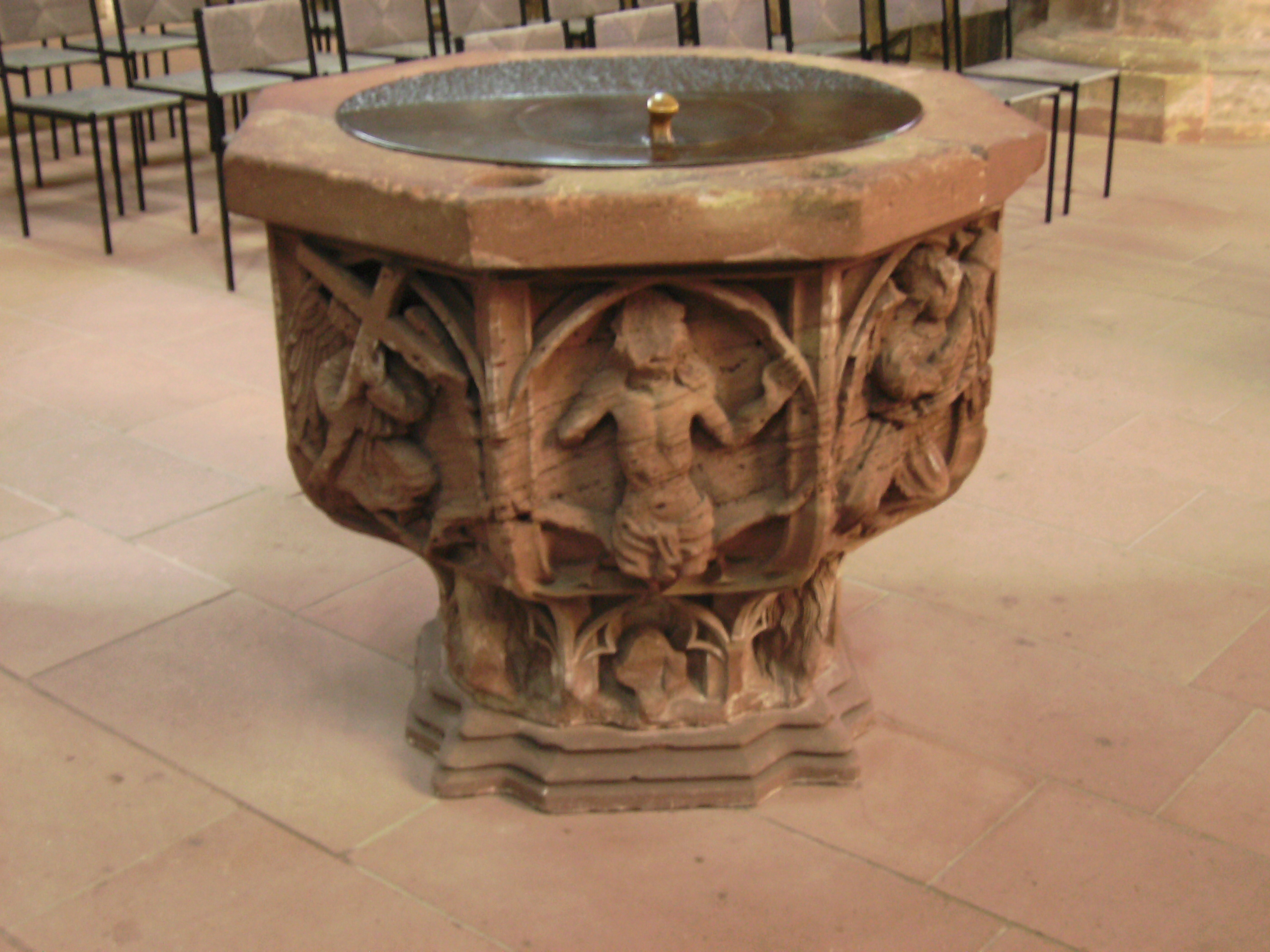
Taufbecken (15. Jahrhundert)
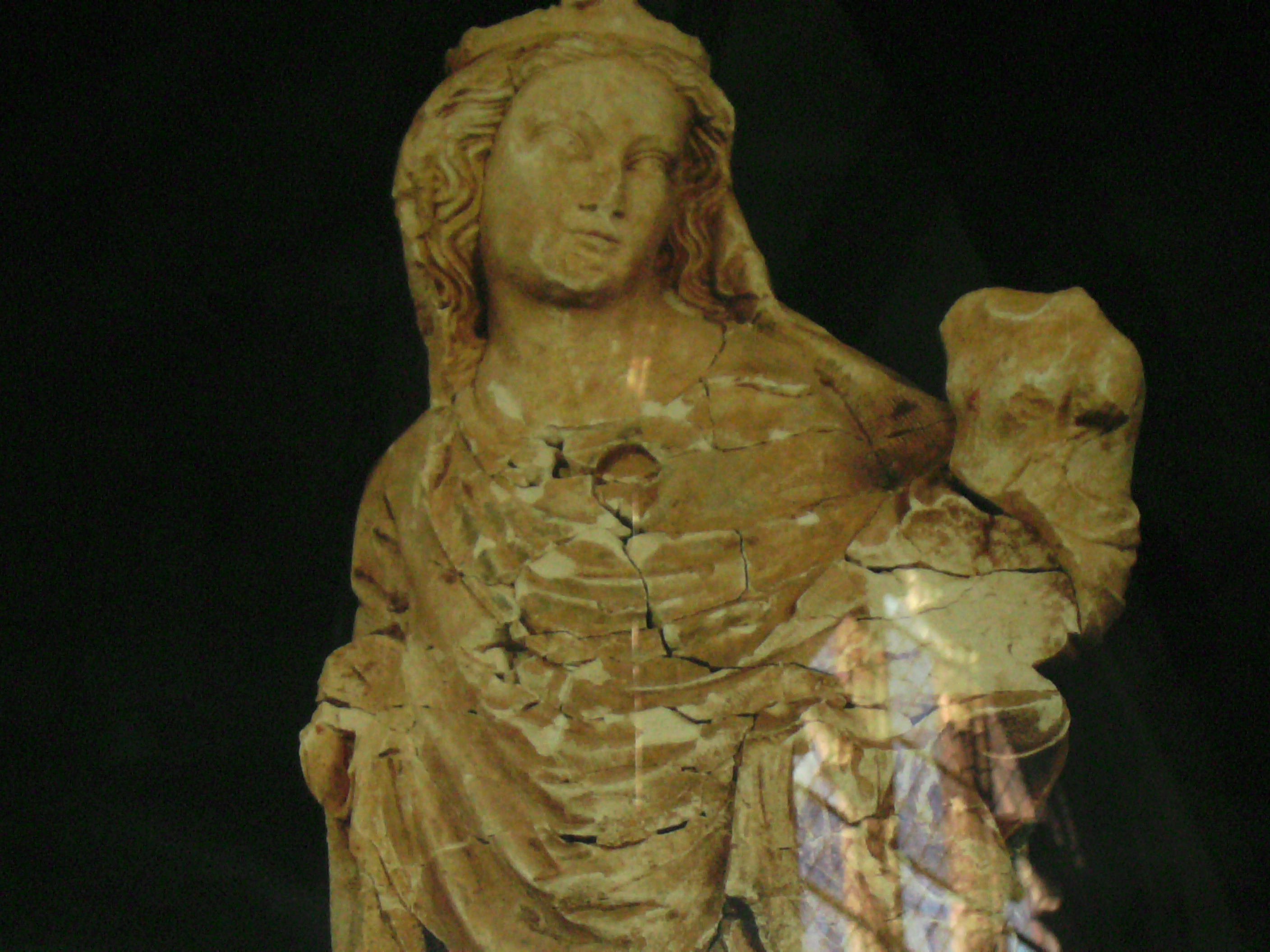
Gotische Madonna mit Kind (Lothringisch-trierischer Kunstraum, 14. Jahrhundert)
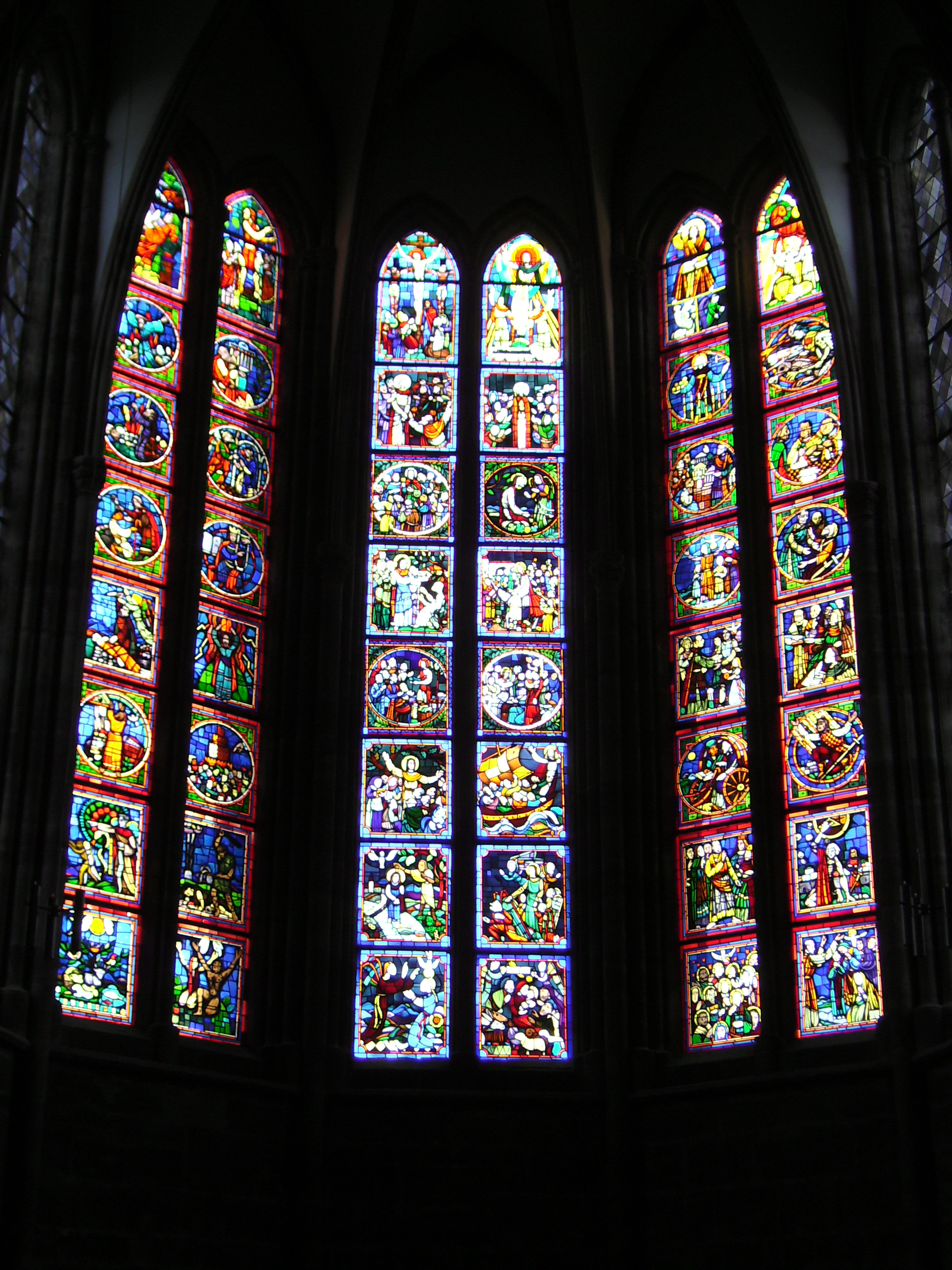
Kirchenfenster von György Lehoczky, Apsis
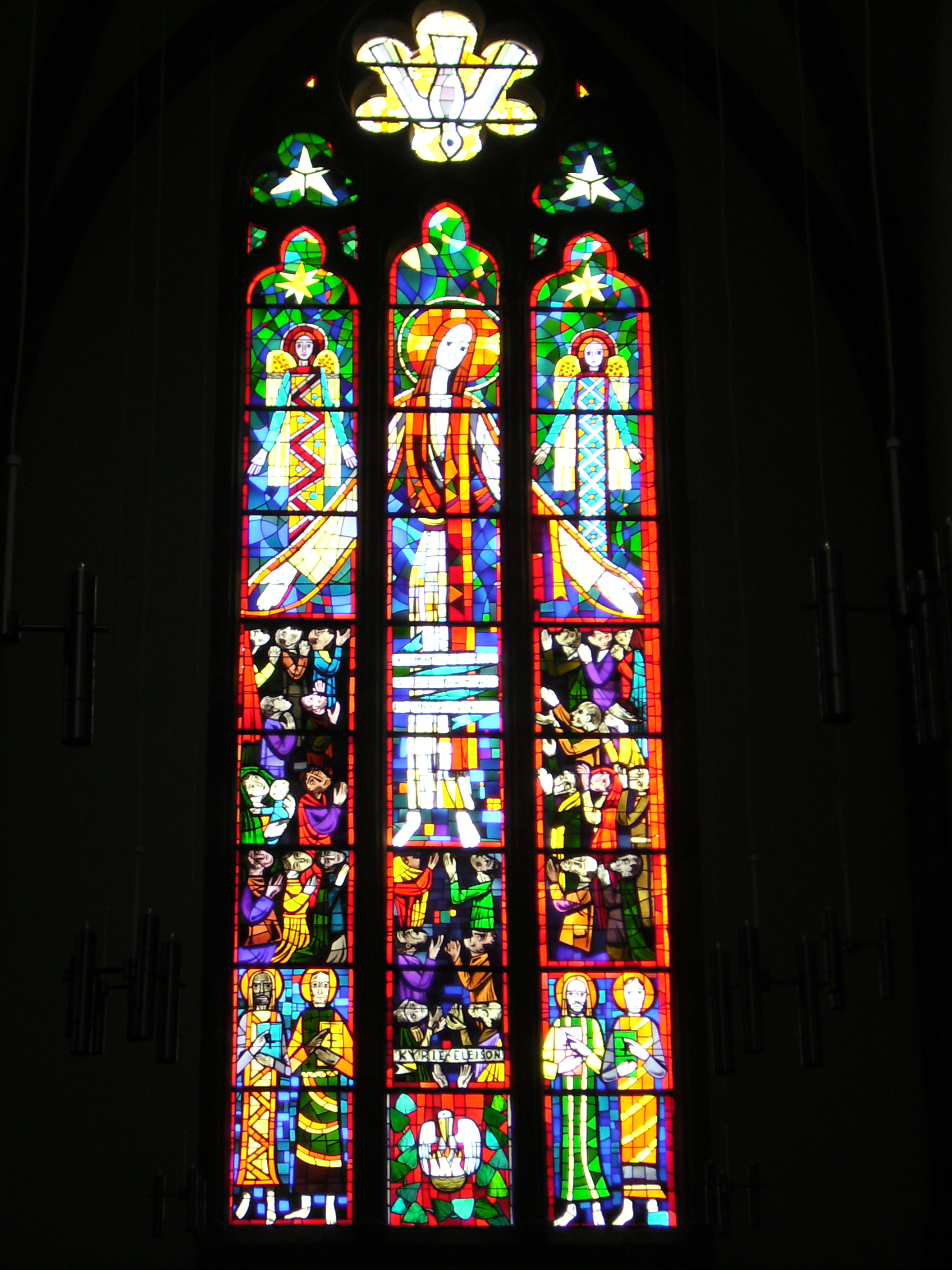
Kirchenfenster von György Lehoczky, linkes Seitenschiff
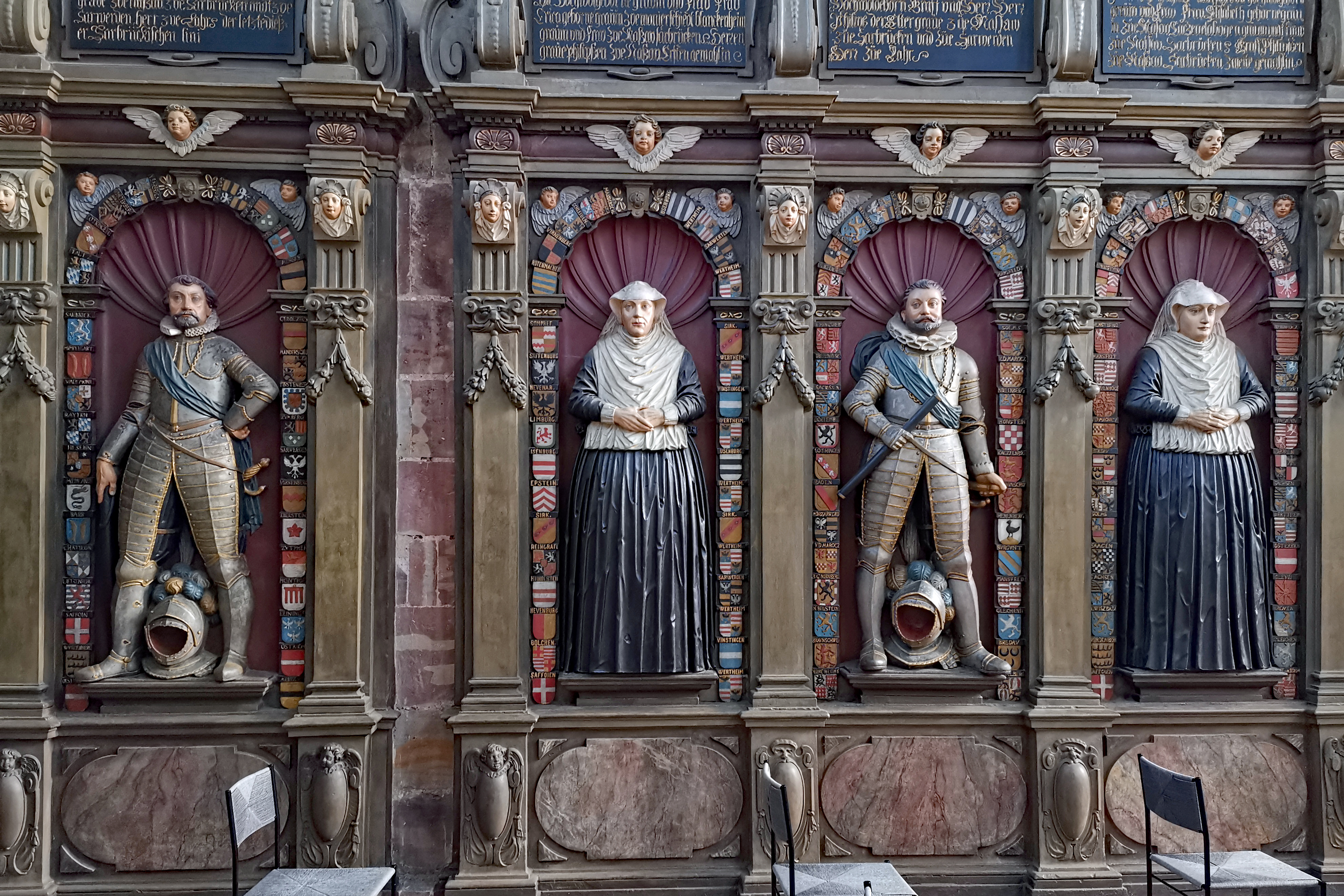
Grabmal des Grafen Johann IV. († 1574) sowie des Grafen Philipp III. († 1602) mit seinen beiden Gemahlinnen
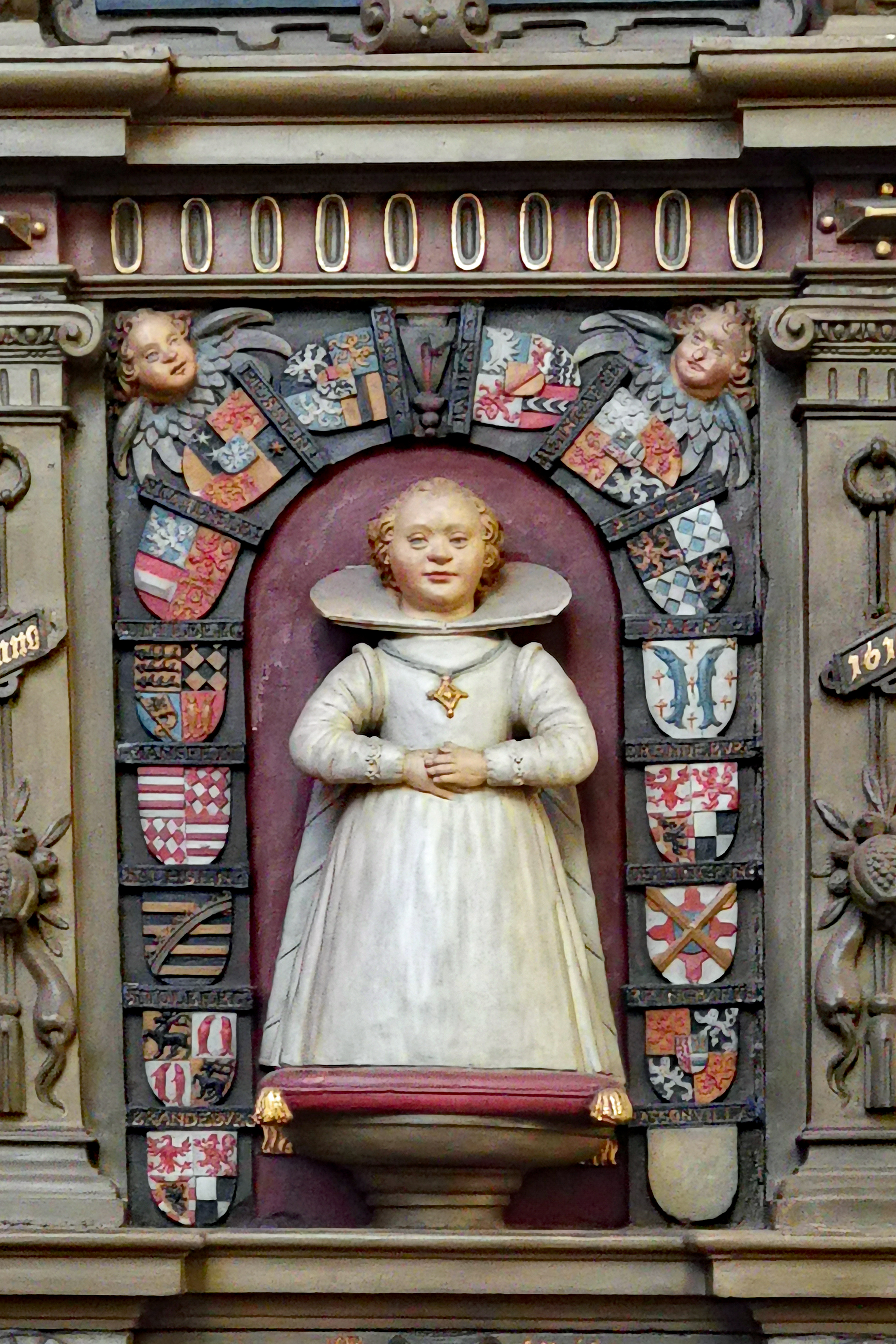
Grabmal des Enkels Moritz der Gräfin Anna Maria
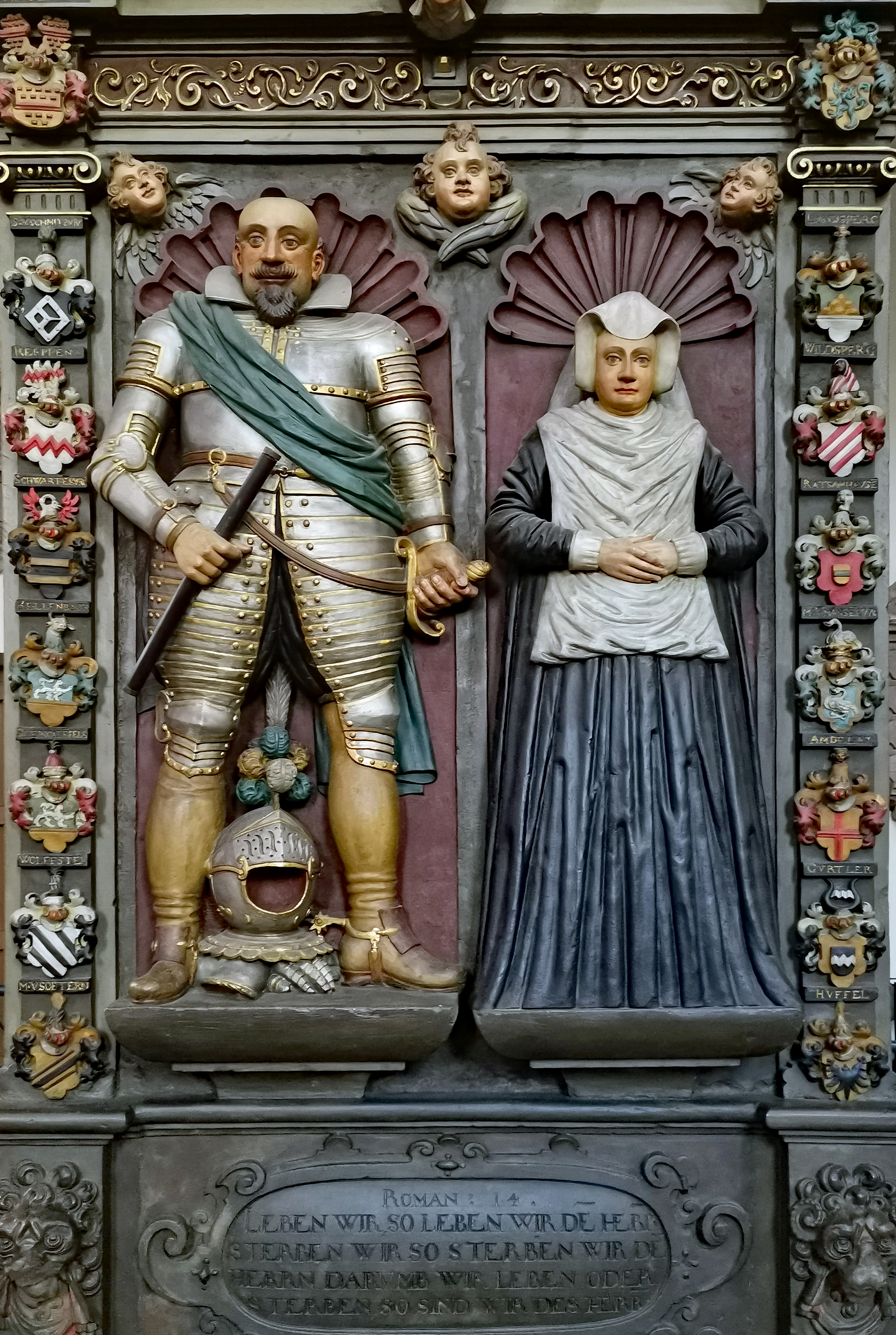
Grabmal des Johann Nikolaus von Hagen und Ehefrau
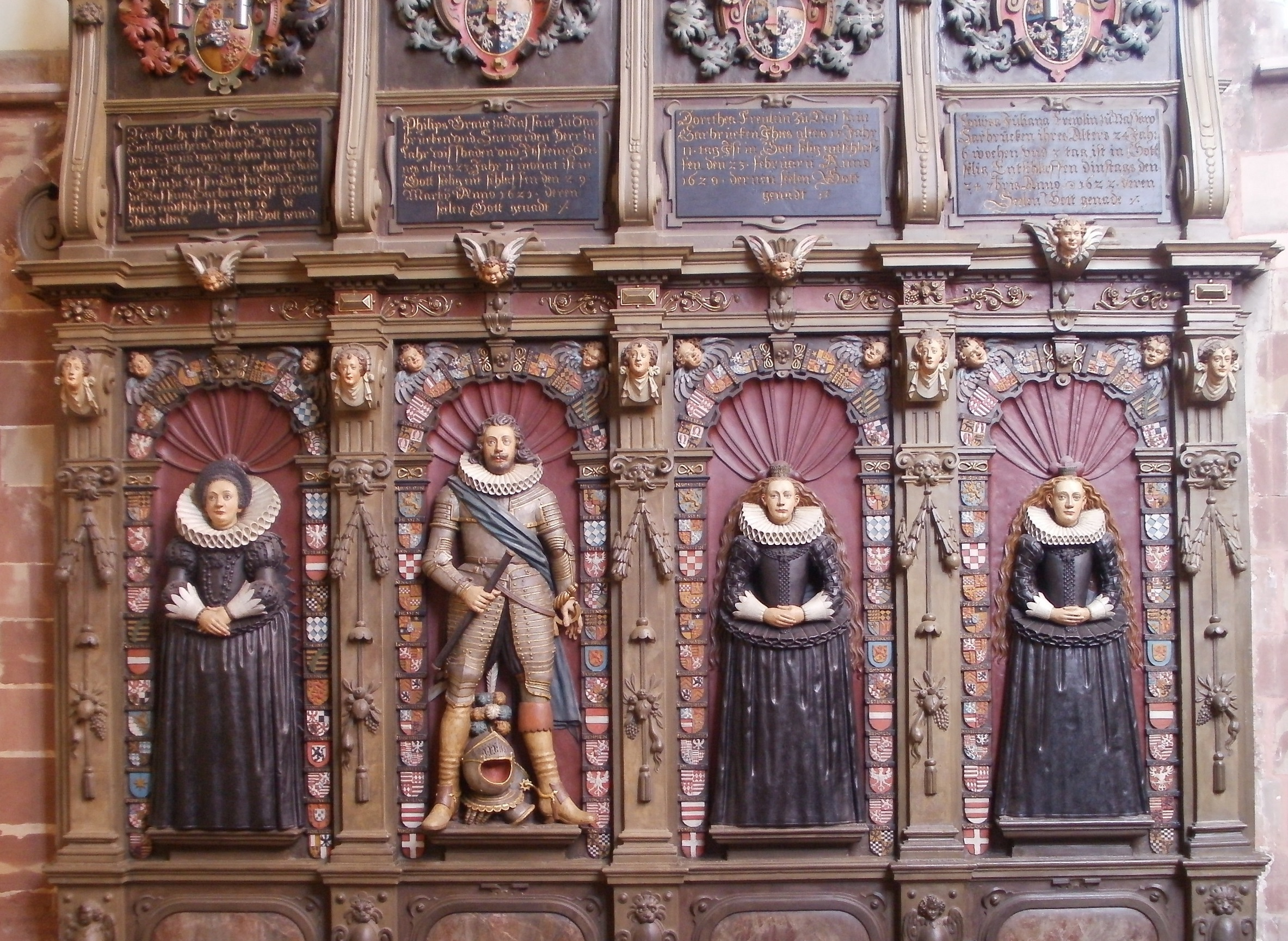
Grabmal der Anna Maria von Hessen-Kassel mit ihrem Sohn Philipp und ihren Töchtern Dorothea und Juliana
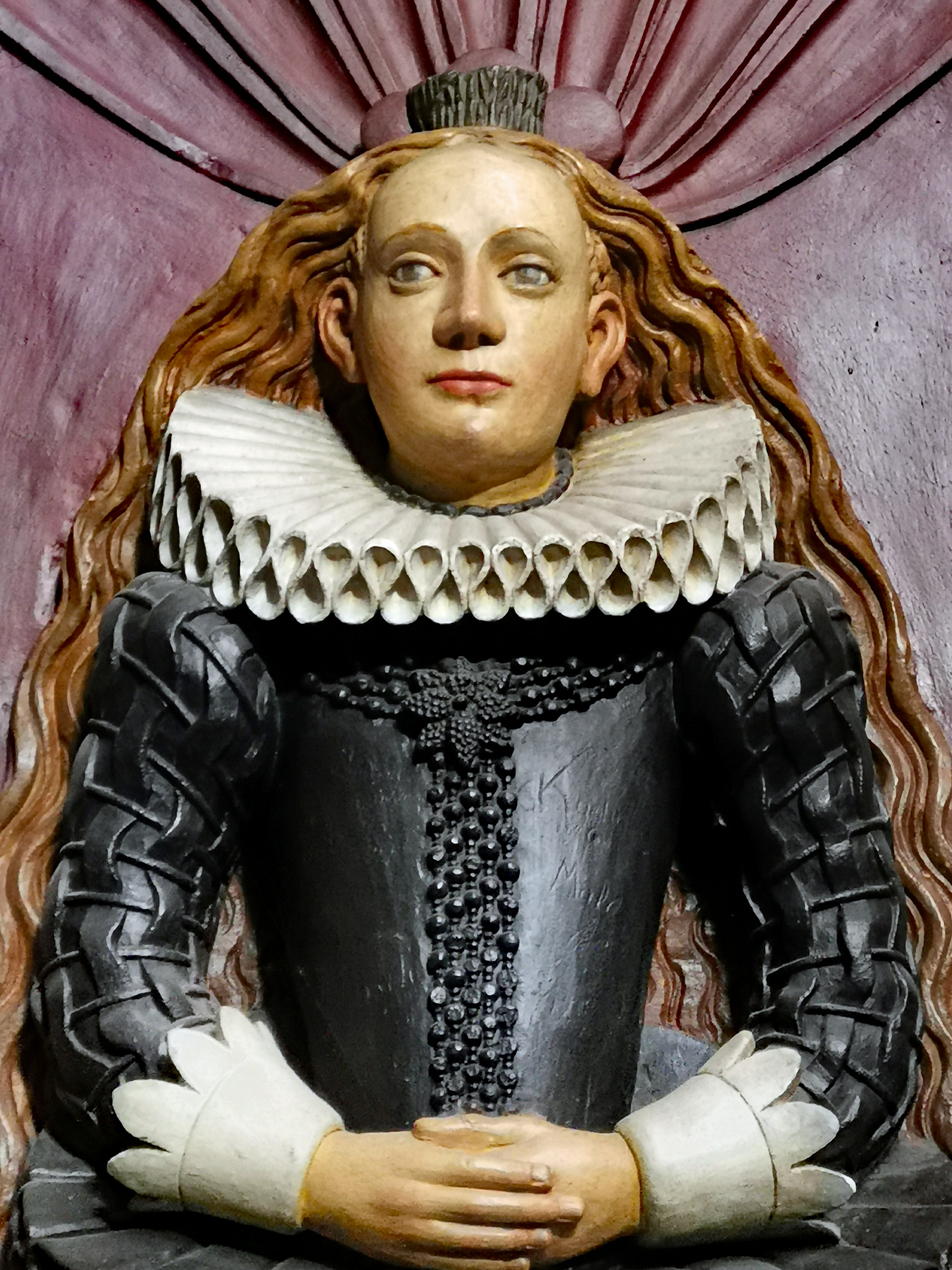
Detail des Grabmals der der Tochter Juliana
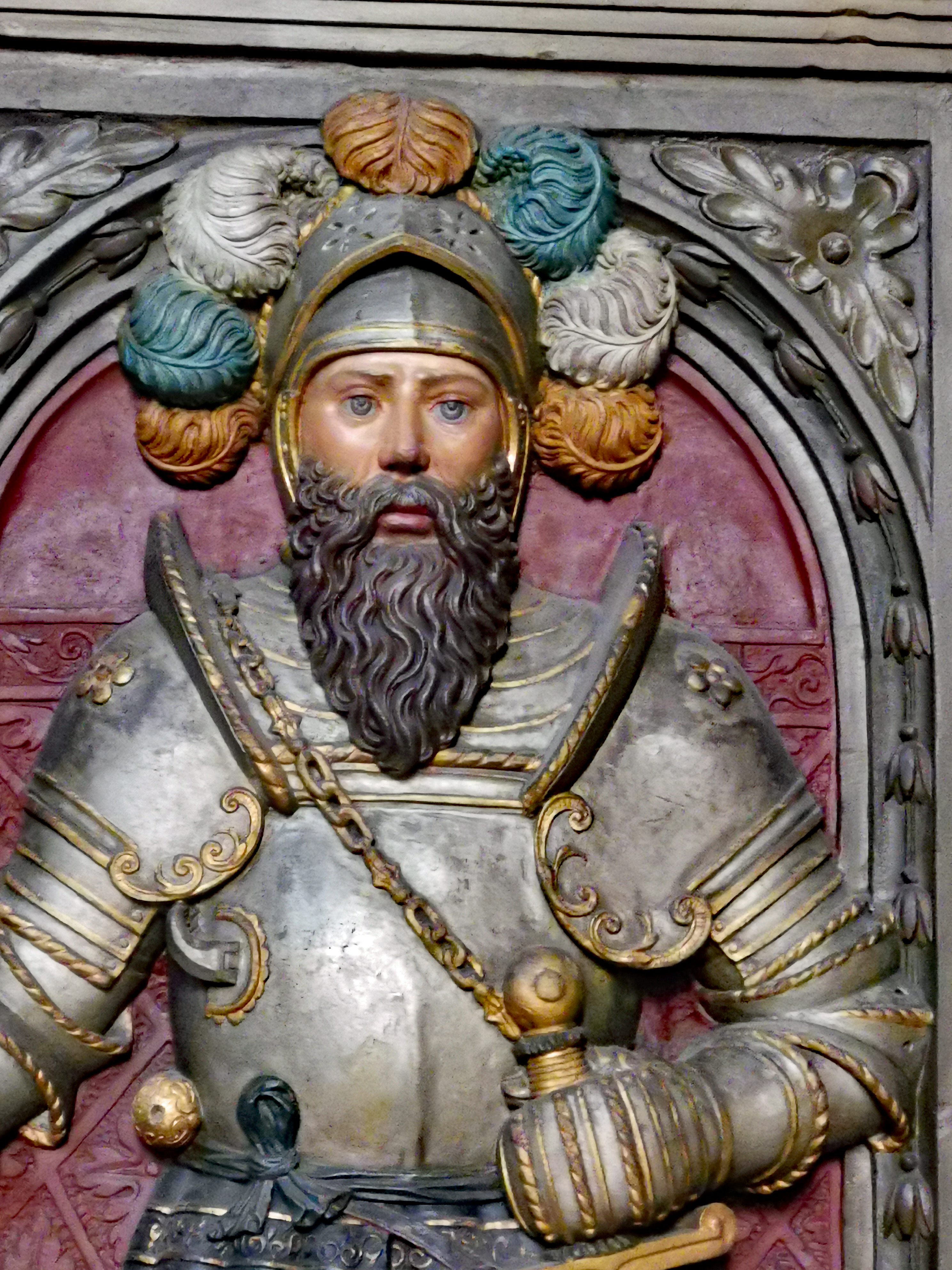
Detail des Grabmals von Philipp II. von Nassau-Saarbrücken
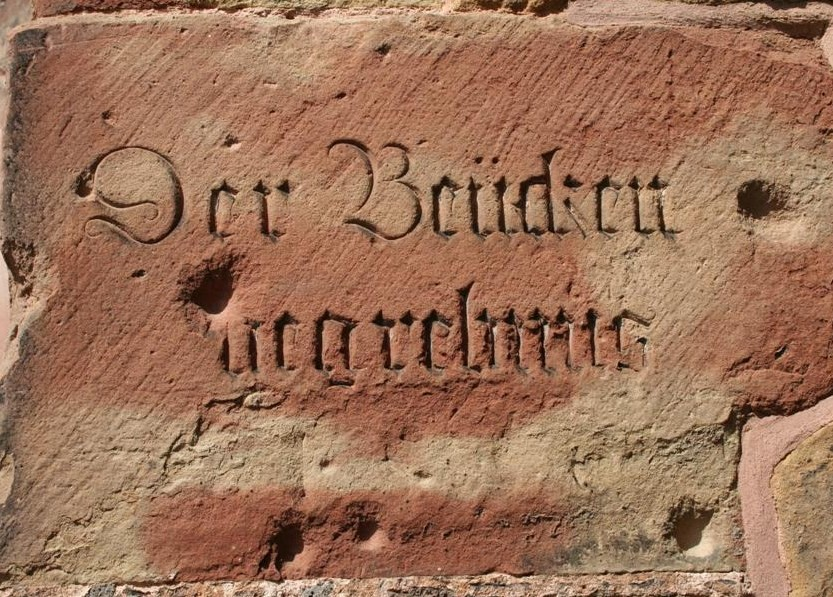
Gedenktafel für die Familie Beuck
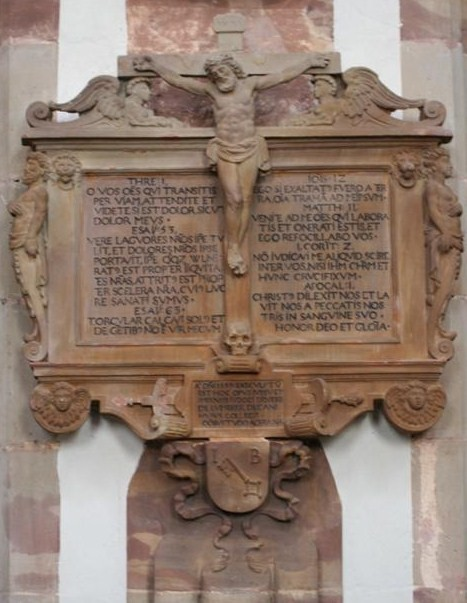
Gedenktafel für Jodocus Bruer
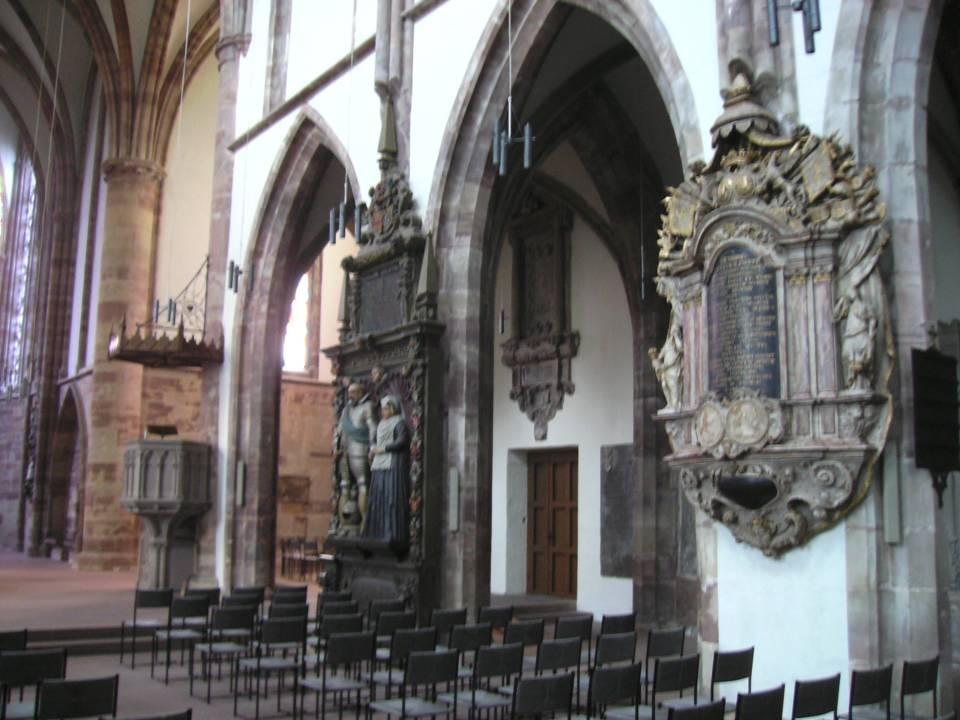
Epitaph des Henning von Stralenheim

## Evangelische Kirchengemeinde St. Arnual
Die Kirchengemeinde St. Arnual gehört zum Kirchenkreis Saar-West der Evangelischen Kirche im Rheinland. Sie umfasst den gleichnamigen Stadtteil Saarbrückens. Für ihre Gottesdienste nutzt die Kirchengemeinde die Stiftskirche St. Arnual. Der Baukirchmeister ist Mitglied des Verwaltungsrats des Stifts.